# Bob Houghton
Robert Douglas "Bob" Houghton, född 30 oktober 1947, är en engelsk fotbollstränare.
Houghton är främst känd för att ha möjliggjort Malmö FF:s stora framgångar under 1970-talet, som ledde till tre SM-guld. År 1979 spelade MFF final i Europacupen i fotboll, vilket gjorde att laget belönades med Svenska Dagbladets guldmedalj. 
Den engelska spelstil som Houghton tillsammans med Roy Hodgson introducerade i svensk fotboll, med inslag av till exempel zonmarkering, blev i decennier modellför hur stora delar av elitklubbarna i Sverige, liksom svenska landslaget, spelade.